# Atelopus nocturnus
Atelopus nocturnus — вид отруйних жаб родини Ропухові (Bufonidae). Відомий лише за типовим матеріалом.

## Поширення
Вид є ендеміком Колумбії, де зустрічається лише у департаменті Антіокія. Мешкає у тропічному гірському дощовому лісі та річках на висоті 1670 м над рівнем моря.